# Dassault Étendard VI
Dassault Étendard VI là một nguyên mẫu máy bay tiêm kích của Pháp được phát triển lúc đầu như một mẫu tham gia của cuộc cạnh tranh nhằm tìm kiếm một máy bay tiêm kích tiêu chuẩn của NATO để hoạt động trong không quân các thành viên của tổ chức này. Dassault đã tận dụng thuận lợi này cùng với sự kiện Không quân Pháp đưa ra yêu cầu một máy bay tiêm kích-ném bom mới, hãng Dassault đã phát triển song song mẫu máy bay mới cho cả hai yêu cầu này nhằm đáp ứng nhu cầu của hai khách hàng tiềm năng này.
Nó có tên gọi ban đầu là Mystère XXVI, máy bay được chấp nhận như một ứng cứ viên sẽ được phát triển tới giai đoạn nguyên mẫu cho những thiết kế cạnh tranh thử nghiệm máy bay trước khi mua. Étendard VI đã có những kết quả khả quan khi bay thử nghiệm, nhưng nó đã bị loại bỏ bởi loại máy bay Aeritalia G.91 - người thắng cuộc trong cuộc cạnh tranh.
Một sự phát triển xa hơn của khái niệm Étendard là Étendard IV đã thành công và được biên chế trong hoạt động của Hải quân Pháp.

## Thông số kỹ thuật (Dassault Étendard VI)

### Đặc điểm riêng
- Phi đoàn: 1
- Chiều dài: 10.85 m (34 ft 9 in)
- Sải cánh: 8.30 m (26 ft 7 in)
- Chiều cao: 3.76 m (12 ft)
- Diện tích cánh: 23 m² (250 ft²)
- Trọng lượng rỗng: 3.720 kg (8.200 lb)
- Trọng lượng cất cánh: n/a
- Trọng lượng cất cánh tối đa: 5.860 kg (12.900 lb)
- Động cơ: 1× động cơ phản lực Bristol-Siddeley Orpheus, 21.6 kN (4.850 lbf)

### Hiệu suất bay
- Vận tốc cực đại: 912 km/h (492 knots, 567 mph)
- Tầm bay: 890 km (480 NM, 550 mi)
- Trần bay: 13.400 m (44.000 ft)
- Vận tốc lên cao: n/a
- Lực nâng của cánh: 255 kg/m² (51 lb/ft²)
- Lực đẩy/trọng lượng: 0.38

### Vũ khí
- Súng: 2× pháo tự động 30 mm (1.18 in) hoặc 4× súng máy 12.7 mm (0.50 in)
- 1.000 kg (2.200 lb) bom hoặc rocket

## Nội dung liên quan

### Máy bay có cùng sự phát triển
- Dassault Étendard II
- Dassault Étendard IV
- Dassault Super Étendard

### Máy bay có tính năng tương đương
- Aeritalia G.91
- Breguet Taon
- F-5 Freedom Fighter

### Trình tự thiết kế
- Étendard: II - IV - VI - Super
- Mystère: Super - XXII - XXIV - XXVI

### Danh sách
- Danh sách máy bay tiêm kích
- Danh sách máy bay quân sự của Pháp